# Pentini
Sekemrekutavi Pentini je bil faraon, ki je vladal v drugem vmesnem obdobju Egipta. Egiptologa  Kim Ryholt in Darrell Baker ga štejeta za vladarja Abidoške dinastije, vendar puščata odprt njegov kronološki položaj znotraj dinastije. Pentini bi lahko bil tudi faraon iz pozne Šestnajste dinastije. Jürgen von Beckerath istoveti Pentinija s Sekemrekutavi Kabavom, katerega šteje za  tretjega vladarja Trinajste dinastije.

## Dokazi
Pentini je znan s samo ene apnenčaste stele,  ki jo je v Abidosu odkril Flinders Petrie. Stela je posvečena faraonovemu sinu Džehuti Aaju (Tot je velik) in hčerki Hotepneferu. Zdaj je  v Britanskem muzeju (BM EA 630) v Londonu. Izdelana je bila v delavnici v Abidosu. Druge stele iz te delavnice pripadajo faraonoma Rahotepu in Vepvavetemsafu. Vsi trije so vladali v približno istem času.

## Dinastija
Kim Ryholt je v svoji študiji o drugem vmesnem obdobju Egipta obdelal idejo, ki jo je predlagal Detlef Franke, da je po propadu Trinajste dinastije po hiški osvojitvi Memfisa nastalo neodvisno kraljestvo s središčem v Abidosu v Srednjem Egiptu. Abidoška dinastija je bila skupina lokalnih malih kraljev, ki so malo časa vladali v Srednjem Egiptu. Ryholt omenja, da je Pentini dokazan na eni sami najdbi v Abidosu in da njegovo ime pomeni "On iz Tinisa", prominentnega mesta nekaj kilometrov severno od Abidosa. Ryholt je iz tega zaključil, da je Pentini najverjetneje vladal iz Abidosa in spadal v Abidoško dinastijo. Kot tak naj bi vladal v delih Srednjega Egipta in bil sodobnik Petnajste in Šestnajste dinastije. 
Egiptolog Marcel Marée Ryholtovo hipotezo zavrača s trditvijo, da je delavnica v Abidosu, ki je izdelala Pentinijevo stelo,  izdelala tudi steli Vepvavetemsafa in Rahotepa. Slednji je vladal v zgodnji Sedemnajsti dinastiji. Marée zaključuje, da so  Rahotep, Pentini in Vepvavetemsaf vladali v približno istem času. Iz njegovega zaključka je razvidno tudi to, da Abidoška dinastija ni vladala okoli 1640 pr. n. št.